# Константін Регамей
Константін Регамей (фр. Constantin Regamey, 28 січня 1907, Київ — 27 грудня 1982, Лозанна) — швейцарсько-польський композитор і філолог. Професор східних і слов'янських мов. З 1935 року виступав у пресі як музичний критик. Композицію вивчав самостійно. З 1944 року жив у Швейцарії, де і помер.

## Твори
- для оркестру — «Варіації і тема» (1948), Музика для струнних (1953), «4x5» — концерт для чотирьох квінтетів (1963);
- квінтет для скрипки, віолончелі, кларнета, фагота і фортепіано, струнний квартет;
- Перські пісні для баритона з оркестром (на вірші Омара Хаяма, 1942), Етюди для жіночого голосу і фортепіано.